# Václav Robert Bozděch
Plk. Václav Robert Bozděch (15. července 1912 Soběkury – 27. února 1980 Devon, Anglie) byl československý vojenský letec, příslušník 311. československé bombardovací perutě RAF, kde v době 2. světové války působil jako palubní střelec, důstojník, instruktor a velitel výcvikových center britského královského letectva (RAF).

## Životopis

### Mládí
Vyučil se jako strojní zámečník a před válkou vstoupil do armády, kde prošel výcvikem pro palubní střelce a posléze tyto střelce sám cvičil.

### Druhá světová válka
Do Británie se dostal přes Polsko a Francii, kde krátce sloužil ve francouzském letectvu. V Británii sloužil zprvu jako palubní střelec u 311. československé bombardovací perutě RAF, poté se stal instruktorem a velitelem výcvikových středisek.
Po havarijním přistání letounu Potez 633, jehož byl v době své krátké služby u francouzského letectva V. R. Bozděch palubním střelcem, našel na opuštěném statku, kam dotáhl svého zraněného pilota Pierra Duvala, štěně německého ovčáka a rozhodl se, že si je ponechá. Společně s dalšími Čechoslováky u jednotky se rozhodl psa pojmenovat po sovětském bombardovacím letounu ANT-40, to však neznělo moc hezky, takže pes nakonec dostal jméno Antis. Antis nalétal s V. R. Bozděchem v bombardéru 311. československé bombardovací perutě RAF na 30 misí. Je to jediný pes, o němž je známo, že za 2. světové války létal v bombardéru. Jejich příběh se později stal námětem několika knih.

### Po válce
Po skončení války se Václav R. Bozděch vrátil jako mnozí zahraniční vojáci domů do Československa, kde pracoval na ministerstvu obrany. Napsal a vydal též několik knih, mezi jinými též Bombardéry útočí a Gentlemani soumraku. Po únoru 1948 opustil V. R. Bozděch společně s věrným Antisem, který mu při přechodu státní hranice zachránil život, opět republiku a vrátil se do Británie. Zde se oženil a znovu vstoupil do řad RAF. Do vlasti se již nevrátil. Po roce 1989 byl v rámci rehabilitací povýšen in memoriam na plukovníka.